# 名古屋市立瀬古小学校
名古屋市立瀬古小学校（なごやしりつ せこしょうがっこう）は、名古屋市守山区瀬古東三丁目にある公立小学校。

## 沿革
- 1937年（昭和12年）6月1日 - 愛知県東春日井郡守山尋常高等小学校から独立し、愛知県東春日井郡瀬古尋常小学校として成立[1]。
- 1941年（昭和16年）4月1日 - 東春日井郡守山町瀬古国民学校となる[1]。
- 1954年（昭和29年）6月1日 - 市制施行に伴い、守山市立瀬古小学校となる[1]。
- 1963年（昭和38年）2月15日 - 合併に伴い、名古屋市立瀬古小学校となる[1]。

## 通学区域
- すべて守山区内
  - 川西一丁目・同二丁目[2]
  - 幸心一丁目・同二丁目・同三丁目[2]
  - 新守山[2]
  - 瀬古一丁目・同二丁目・同三丁目[2]
  - 瀬古東一丁目・同二丁目・同三丁目[2]

## 進学先中学校
- 名古屋市立守山西中学校[3]